# ألفرد بلوخ
ألفرد بلوخ (بالفرنسية: Alfred Bloch )‏ (و. 1877 – م) هو لاعب كرة قدم، من فرنسا، شارك في ألعاب أولمبية صيفية 1900.

## روابط خارجية
- ألفرد بلوخ على موقع اللجنة الأولمبية الدولية (الإنجليزية)
- ألفرد بلوخ على موقع أوليمبيديا (الإنجليزية)